# Saint-Martin-du-Bois (Segré-en-Anjou-Bleu)
Saint-Martin-du-Bois è un ex comune francese di 877 abitanti, dal 15 dicembre 2016 comune delegato di Segré-en-Anjou Bleu, comune situato nel dipartimento del Maine e Loira nella regione dei Paesi della Loira.

## Società

### Evoluzione demografica
Abitanti censiti